# Frederiksberg station
Frederiksberg station är en järnvägsstation i stadsdelen Frederiksberg i Köpenhamn. Den betjänar linjerna M1, M2 och Cityringen (M3) på Köpenhamns metro. Den invigdes i maj 2003 och anslöts till cityringen 2019. Stationen har byggts under den tidigare bangården som lades ned på 1990-talet.

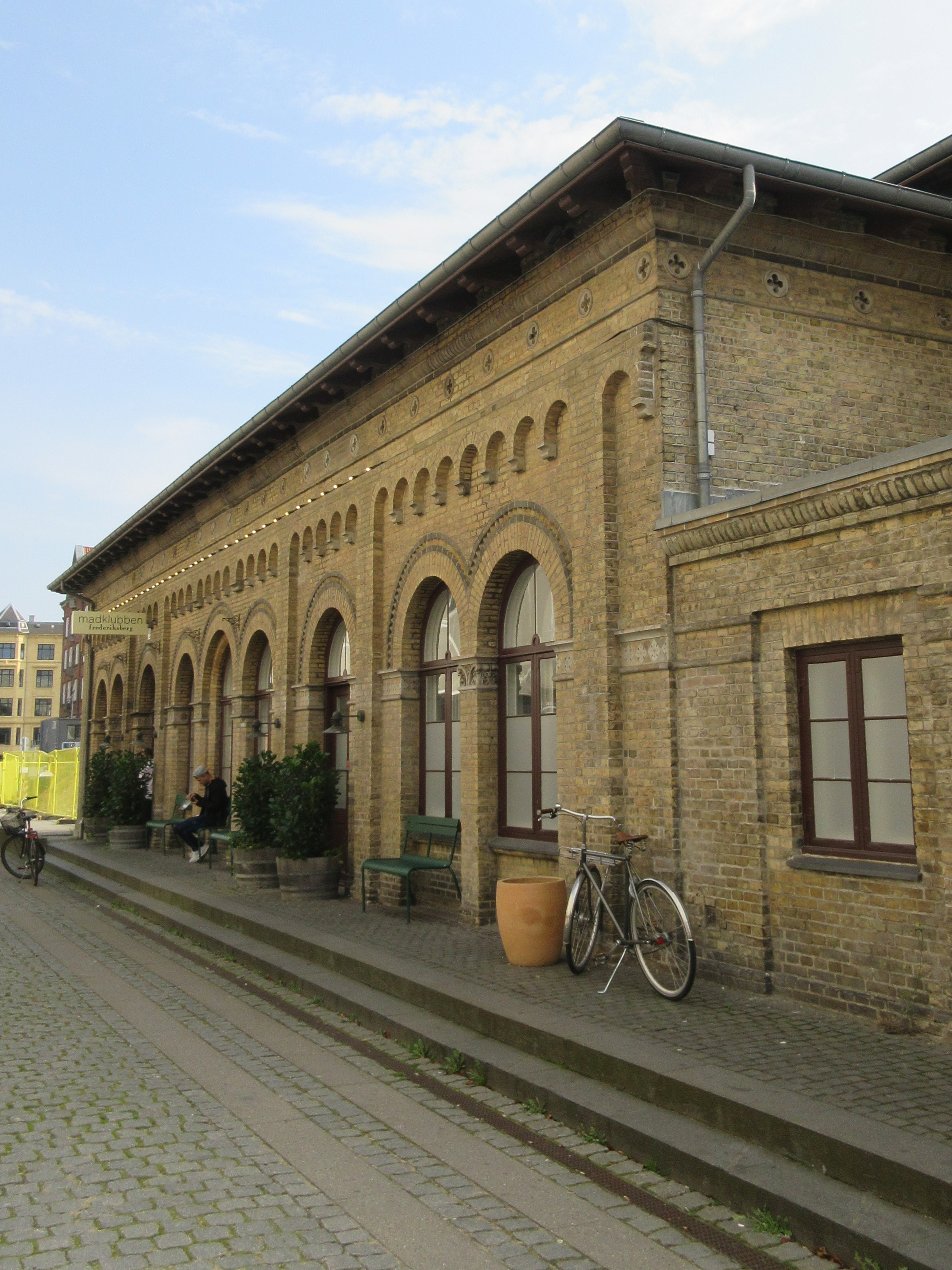
Stationsbyggnaden från 1864.

Frederiksberg station låg ursprungligen på järnvägen mellan Köpenhamn och Roskilde och betjänade från 1879 även Frederikssundbanen. Den stängdes för passagerartrafik  1911 när Københavns Hovedbanegård togs i drift. Stationsbyggnaden, som är kulturskyddad, byggdes 1864 efter ritningar av järnvägsarkitekten V.C.H. Wolf.

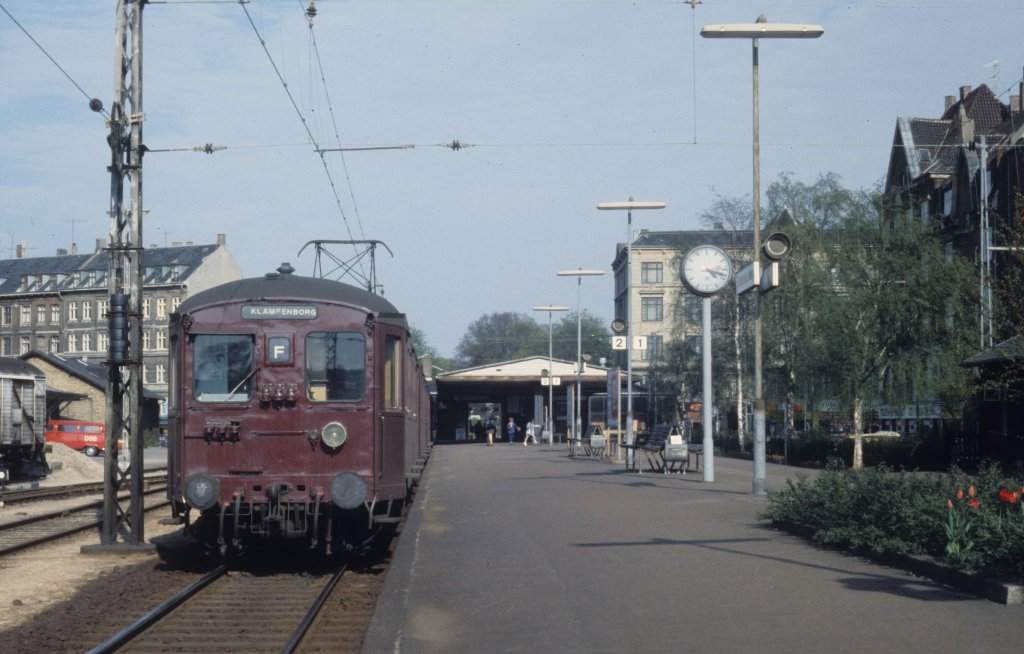
S-tåg på den gamla stationen, 1978.

Frederiksberg station var slutstation för S-tågens linje F från 1934 till 1998.